# Арима (Тринидад и Тобаго)
Арима (англ. Arima) — боро на севере острова Тринидад в Тринидаде и Тобаго. Анклав на территории региона Тунапуна-Пиарко.

## История
Основан в 1757 году.

## Население
По данным на 9 января 2011 года в городе проживало 33 606 человек: мужчин — 16 595, женщин — 17 012.
На 15 мая 2000 года население составляло 32 278 человек.

## Административное деление
Боро административно разделено на 8 городских сообществ (англ. urban community), одно из которых — Матурита, частично расположено в регионе Тунапуна-Пиарко..

### Список сообществ
| Административная единица | Оригинальное написание | Население, чел. 2000 год | Население, чел. 2011 год | Площадь, км² | Плотность, чел./км² | Примечание |
| ------------------------ | ---------------------- | ------------------------ | ------------------------ | ------------ | ------------------- | ---------- |
| Арима-Пропер             | Arima Proper           | 9 129                    | 9 082                    |              |                     |            |
| Кэлвари-Хилл             | Calvary Hill           | 1 165                    | 1 330                    |              |                     |            |
| Кариб-Хоумз              | Carib Homes            | 465                      | 585                      |              |                     |            |
| Малабар                  | Malabar                | 8 218                    | 11 130                   |              |                     |            |
| Матурита                 | Maturita               | 2 951                    | 3 650                    |              |                     |            |
| Маунт-Плизант            | Mount Pleasant         | 1 401                    | 1 240                    |              |                     |            |
| Омира-Роуд               | O'Meara Road           | 2 457                    | 2 593                    |              |                     |            |
| Тумпуна-Роуд             | Tumpuna Road           | 4 378                    | 6 355                    |              |                     |            |

## Инфраструктура
- Муниципальный стадион Арима или Арима-Велодром — велодром и футбольный стадион[4][5]
- Стадион имени Ларри Гомеса — футбольный стадион в сообществе Малабар[6].